# Technetium-99m-Generator

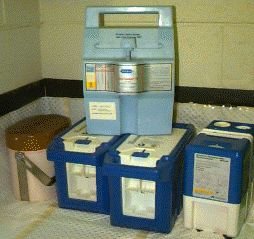
Fünf Technetium-99m-Generatoren

Schematische Darstellung eines Nuklidgenerators

Ausbeute eines Technetium-99m-Generators gegen die Zeit

Ein Technetium-99m-Generator ist ein Radionuklidgenerator zur Extraktion des metastabilen Isotops Technetium-99m aus einer Quelle, die zerfallendes Molybdän-99 enthält. Technetium-99m wird für eine Vielzahl von Anwendungen in der Nuklearmedizin benötigt.
99Mo hat eine Halbwertszeit von 66 Stunden und kann über größere Entfernungen zu Krankenhäusern und Praxen gebracht werden, wo das Zerfallsprodukt Technetium-99m (mit der für den Transport sehr ungünstigen Halbwertszeit von nur 6 Stunden) extrahiert wird. In der Nuklearmedizin wird die geringe Halbwertszeit, die günstige Strahlenqualität (Gammastrahler) sowie die günstige Strahlenenergie (140,1 und 140,6 keV) des Technetium-99m sehr geschätzt.

## Mechanismus
Die Halbwertszeit des Mutternuklids 99Mo ist mit 66 Stunden viel größer als die des Tochternuklids 99mTc mit 6 Stunden. 50 % der Gleichgewichtsaktivität wird innerhalb einer Halbwertszeit des Tochternuklids erreicht, 75 % innerhalb von zwei Halbwertszeiten des Tochternuklids. Daher ist das Entfernen des Tochternuklids (Elutionsprozess) aus dem Generator („melken“ des Generators) sinnvollerweise etwa alle 6–12 Stunden durchzuführen.
Die meisten kommerziellen 99Mo/99mTc-Generatoren benutzen 99mTc-Chromatographie-Säulen, in denen 99Mo auf saurem Aluminiumoxid aufgebracht sind. Wenn man eine normale Salzlösung durch die Säulen mit immobilisiertem 99Mo und löslichem 99mTc drückt, entsteht eine Salzlösung, die 99mTc enthält, zu der dann das für das jeweilige Organ spezifische Pharmazeutikum in entsprechender Konzentration gegeben wird. Das Isotop kann auch ohne pharmazeutische Markierung für bestimmte Zwecke, die reines 99mTc als primäres Radiopharmakon verlangen (z. B. Schilddrüsenszintigrafie), verwendet werden.
Die nutzbare Lebensdauer eines 99Mo/99mTc-Generators beträgt etwa drei Halbwertszeiten des Molybdäns, also etwa eine Woche. Danach ist der Gehalt an 99Mo zu gering. Somit kauft eine Klinik oder Praxis für Nuklearmedizin mindestens einen solchen Generator pro Woche oder mehrere in gestaffelter Form.
99Mo kann durch Neutronenaktivierung (nγ-Reaktion) von 98Mo in einem Reaktor mit hohem Neutronenfluss erzeugt werden. Die meisten verwendeten Verfahren benutzen ein 235U-Target. Durch Bestrahlung des Targets mit Neutronen entsteht 99Mo als Spaltprodukt.

## Zerfallsprozess
Der in einem Technetium-Generator ablaufende Zerfallsprozess kann wie folgt beschrieben werden:
{\displaystyle \mathrm {{}_{42}^{99}Mo_{57}^{*}\longrightarrow _{43}^{99}Tc_{56}^{*}\ +\ e^{-}\ +{\overline {\nu }}_{e}} \ +\ \mathrm {Energie} }
{\displaystyle \mathrm {{}_{43}^{99m}Tc_{56}^{*}\longrightarrow _{43}^{99}Tc_{56}\ +\ \gamma } }
Hierbei zerfällt das 99Mo mit 66,02 Stunden Halbwertszeit in angeregte Zustände des 99Tc. Rund 14 % des 99Mo zerfallen mittels Beta-Minus-Zerfall in den Grundzustand des 99Tc und ca. 86 % in den metastabilen Zustand 99mTc. Dieser hat wiederum eine Anregungsenergie von 143 keV und zerfällt durch Gammaemission und innere Konversion mit einer Halbwertszeit von 6,02 Stunden in den instabilen Grundzustand des 99Tc.